# Кастањето По
Кастањето По (итал. Castagneto Po) је насеље у Италији у округу Торино, региону Пијемонт.
Према процени из 2011. у насељу је живело 944 становника. Насеље се налази на надморској висини од 448 м.

## Становништво
| 1936. | 1951. | 1961. | 1971. | 1981. | 1991. | 2001. | 2011. |
| ----- | ----- | ----- | ----- | ----- | ----- | ----- | ----- |
| 994   | 1.138 | 933   | 885   | 999   | 1.270 | 1.425 | 1.791 |